# Maddalena di Lorenzo de' Medici
Maddalena de' Medici (Firenze, 25 luglio 1473 – Roma, 2 dicembre 1519) è stata una nobildonna italiana, figlia di Lorenzo "il Magnifico" de' Medici e Clarice Orsini, e fu la moglie di Francesco "Franceschetto" Cybo.

## Biografia

### Nascita e infanzia
Maddalena nacque a Firenze il 25 luglio 1473, figlia di Lorenzo il Magnifico e di Clarice Orsini.
Fu educata nella casa paterna dalla nonna paterna Lucrezia Tornabuoni e, come la sorella maggiore Lucrezia, poté forse anche godere dell’educazione che Angelo Poliziano, al servizio del padre Lorenzo fino al 1479, impartiva al fratello Piero.
Maddalena ebbe un’infanzia tormentata da frequenti malattie, le quali condizionarono il suo carattere, chiuso e malinconico. I suoi primi anni furono segnati anche dalle turbolente vicende fiorentine, in particolare dagli esiti della congiura dei Pazzi (26 aprile 1478).
Fu particolarmente legata al fratello Giovanni, futuro papa Leone X.

### Matrimonio e vita adulta
Nel 1486 il Magnifico inviò a Roma il cognato Rinaldo Orsini, arcivescovo di Firenze, e Pier Filippo Pandolfini per trattare con papa Innocenzo VIII la riapertura e lo sviluppo del banco familiare e la carriera ecclesiastica del figlio Giovanni.
Nel gennaio 1487 Innocenzo VIII aveva concluso un’alleanza con la Repubblica di Venezia, mettendo in pericolo la Repubblica di Firenze e Lorenzo il Magnifico che, di conseguenza, si decise a dare in sposa la quattordicenne Maddalena al quasi quarantenne Francesco "Franceschetto" Cybo, figlio del papa.
Non mancarono reazioni negative a questo patto matrimoniale: a Firenze, dove si guardava con diffidenza al già forte legame dei Medici con gli Orsini, questo nuovo parentado non fiorentino fu fortemente avversato.
Il 25 febbraio 1487, a conclusione delle trattative, il patto fu firmato da Rinaldo Orsini, come rappresentante di Maddalena, e due giorni dopo Lorenzo lo approvò. Il 4 novembre dello stesso anno Maddalena, accompagnata, tra gli altri, dalla madre, lasciò Firenze per Roma, dove giunse il giorno 13 dello stesso mese. Portava una dote di 4000 fiorini. Un paio di giorni dopo il papa offrì in onore delle due donne Medici un pranzo in Vaticano e donò alla promessa sposa gioielli per il valore di 8000 ducati. Anche Franceschetto fece omaggio alla futura sposa di un monile da 2000 ducati.
Le nozze furono celebrate solennemente il 20 gennaio 1488. Maddalena ripartì per Firenze alla fine di maggio e fu raggiunta da Franceschetto il mese successivo. Alla fine di luglio, dopo la morte della madre, che Maddalena aveva assistito nella malattia, tornò a Roma, dove visse nel palazzo del consorte. Dal matrimonio con Franceschetto nacquero otto figli, di cui sei raggiunsero l’età adulta.
La morte della figlia primogenita Lucrezia, avvenuta nel 1492, gettò Maddalena in un profondo stato depressivo.
Alla morte del pontefice Innocenzo VIII, nel 1492, Franceschetto non si sentiva più a suo agio a Roma e assieme a Maddalena si spostò presso le sue proprietà a Firenze e a Pisa, ma anche a Genova. L’allontanamento di Franceschetto dalla vita politica romana assicurò alla famiglia Medici un periodo di relativa tranquillità, consentendo a Maddalena di occuparsi della gestione economica dei suoi possedimenti in Toscana.
Con l’elezione al pontificato del fratello Giovanni, Maddalena si recò a Roma con le sorelle Lucrezia e Contessina. Il 23 settembre 1513 fu nominato cardinale il figlio Innocenzo Cybo. Nel 1515 Maddalena ottenne la cittadinanza romana e non mancò di influenzare la politica papale di concerto con le sorelle.

### Morte e sepoltura
Maddalena morì a Roma il 2 dicembre 1519, pochi mesi dopo il marito (deceduto il 25 luglio dello stesso anno), e fu sepolta nella basilica di San Pietro.

## Discendenza
Diede al marito otto figli, di cui sei raggiunsero l'età adulta, alcuni di grande importanza per la storia rinascimentale, tra cui Innocenzo, cardinale e poi arcivescovo di Torino e Lorenzo che, sposando Ricciarda Malaspina creò il ramo collaterale dei Cybo Malaspina.
- Lucrezia Cybo (13 dicembre 1489 - maggio 1492);
- Clarice Cybo (dicembre 1490 – 1492), nata deforme;
- Innocenzo Cybo (25 agosto 1491 – 14 aprile 1550), cardinale dal 23 settembre 1513;
- Eleonora Cybo (1499 - 1557), monaca benedettina con il nome di suor Geronima. Il 3 settembre 1513 venne nominata badessa del convento di Santa Maria del Prato a Genova;
- Lorenzo Cybo, conte di Ferentillo (20 luglio 1500 – 14 marzo 1549), il 14 maggio 1520 sposò Ricciarda Malaspina (1497–1553), erede del marchese Antonio Alberico II Malaspina di Massa;
- Caterina Cybo (13 settembre 1501 – 17 febbraio 1557), nel luglio del 1520 sposò Giovanni Maria da Varano (1481–1527), duca di Camerino;
- Ippolita Cybo (24 settembre 1503 – prima del 1555), il 5 novembre 1516 sposò Roberto Ambrogio Sanseverino (morto nel 1532), marchese di Colorno, conte di Caiazzo e signore di Bobbio;
- Giovanni Battista Cybo (6 maggio 1508 – 15 marzo 1550), vescovo di Marsiglia dal 1530.

## Ascendenza
|                                           |                                      |                                           | Genitori                                  |  |  | Nonni |  |  | Bisnonni          |  |  | Trisnonni                    |  |
|                                           |                                      |                                           |                                           |  |  |       |  |  | Cosimo de' Medici |  |  | Giovanni di Bicci de' Medici |  |
|                                           |                                      |                                           |                                           |  |  |       |  |  | Cosimo de' Medici |  |  | Giovanni di Bicci de' Medici |  |
|                                           |                                      | Piccarda Bueri                            |                                           |  |  |       |  |  | Cosimo de' Medici |  |  |                              |  |
| Piero de' Medici                          |                                      |                                           |                                           |  |  |       |  |  | Cosimo de' Medici |  |  |                              |  |
|                                           |                                      | Contessina de' Bardi                      | Alessandro de' Bardi                      |  |  |       |  |  |                   |  |  |                              |  |
|                                           |                                      | Contessina de' Bardi                      | Alessandro de' Bardi                      |  |  |       |  |  |                   |  |  |                              |  |
|                                           |                                      | Contessina de' Bardi                      | Emilia Pannocchieschi dei Conti di Vernio |  |  |       |  |  |                   |  |  |                              |  |
| Lorenzo de' Medici                        |                                      | Contessina de' Bardi                      |                                           |  |  |       |  |  |                   |  |  |                              |  |
|                                           |                                      | Francesco Tornabuoni                      | Simone Tornabuoni                         |  |  |       |  |  |                   |  |  |                              |  |
|                                           |                                      | Francesco Tornabuoni                      | Simone Tornabuoni                         |  |  |       |  |  |                   |  |  |                              |  |
|                                           |                                      | Francesco Tornabuoni                      | …                                         |  |  |       |  |  |                   |  |  |                              |  |
| Lucrezia Tornabuoni                       |                                      | Francesco Tornabuoni                      |                                           |  |  |       |  |  |                   |  |  |                              |  |
|                                           |                                      | Selvaggia degli Alessandri                | Maso degli Alessandri                     |  |  |       |  |  |                   |  |  |                              |  |
|                                           |                                      | Selvaggia degli Alessandri                | Maso degli Alessandri                     |  |  |       |  |  |                   |  |  |                              |  |
|                                           |                                      | Selvaggia degli Alessandri                | Nanna Cavalcanti                          |  |  |       |  |  |                   |  |  |                              |  |
| Maddalena de' Medici                      |                                      | Selvaggia degli Alessandri                |                                           |  |  |       |  |  |                   |  |  |                              |  |
|                                           | Orso Orsini, signore di Monterotondo | Francesco Orsini, signore di Monterotondo |                                           |  |  |       |  |  |                   |  |  |                              |  |
|                                           | Orso Orsini, signore di Monterotondo | Francesco Orsini, signore di Monterotondo |                                           |  |  |       |  |  |                   |  |  |                              |  |
|                                           | Orso Orsini, signore di Monterotondo | Costanza Annibaldeschi                    |                                           |  |  |       |  |  |                   |  |  |                              |  |
| Jacopo Orsini, signore di Monterotondo    | Orso Orsini, signore di Monterotondo |                                           |                                           |  |  |       |  |  |                   |  |  |                              |  |
|                                           |                                      | Lucrezia Conti                            | Ildebrandino Conti                        |  |  |       |  |  |                   |  |  |                              |  |
|                                           |                                      | Lucrezia Conti                            | Ildebrandino Conti                        |  |  |       |  |  |                   |  |  |                              |  |
|                                           |                                      | Lucrezia Conti                            | Caterina di Sangro                        |  |  |       |  |  |                   |  |  |                              |  |
| Clarice Orsini                            |                                      | Lucrezia Conti                            |                                           |  |  |       |  |  |                   |  |  |                              |  |
|                                           |                                      | Carlo Orsini, signore di Bracciano        | Giovanni Orsini, signore di Galera        |  |  |       |  |  |                   |  |  |                              |  |
|                                           |                                      | Carlo Orsini, signore di Bracciano        | Giovanni Orsini, signore di Galera        |  |  |       |  |  |                   |  |  |                              |  |
|                                           |                                      | Carlo Orsini, signore di Bracciano        | Bartolomea Spinelli                       |  |  |       |  |  |                   |  |  |                              |  |
| Maddalena Orsini dei signori di Bracciano |                                      | Carlo Orsini, signore di Bracciano        |                                           |  |  |       |  |  |                   |  |  |                              |  |
|                                           |                                      | Paola Orsini dei conti di Tagliacozzo     | Giacomo Orsini, conte di Tagliacozzo      |  |  |       |  |  |                   |  |  |                              |  |
|                                           |                                      | Paola Orsini dei conti di Tagliacozzo     | Giacomo Orsini, conte di Tagliacozzo      |  |  |       |  |  |                   |  |  |                              |  |
|                                           |                                      | Paola Orsini dei conti di Tagliacozzo     | Isabella Marzano                          |  |  |       |  |  |                   |  |  |                              |  |
|                                           |                                      | Paola Orsini dei conti di Tagliacozzo     |                                           |  |  |       |  |  |                   |  |  |                              |  |